# Bobo Moreno
Bobo Moreno (født 21. december 1965) er en dansk sanger. Han er søn af amerikaneren Carol Stief.
Moreno voksede op med musikken, idet hans stedfar er bassist Bo Stief. Bobo Moreno debuterede i 1988 og har bl.a. turneret med Sanne Salomonsen, medvirket på et D-A-D's album og i Hair på Betty Nansen Teatret i 1996. Han har både optrådt og indspillet album med Bo Stief og gruppen Chasing Dreams fra 1990 til 1996.
Sit gennembrud fik han i 1993 med duoen Peaches & Bobo med amerikanske Peaches Lavon. Albummet Simple Emotions blev produceret af Rugsted & Kreutzfeldt og blev vel modtaget i både pladebutikker og på radiostationerne. 
I 1998 var han stand-in for Peter Thorup i Niels Jørgen Steens mini bigband The A-Team, der åbnede Copenhagen Jazz Festival. Det blev starten på et længere samarbejde. Han har også optrådt med Tivolis Bigband, Radioens Bigband, Ib Glindemann, Klüvers Big Band og Monday Night. Han har turneret med TCB Band, The Sweet Inspirations og Memphis Boys.